# Gesenkbohrmaschine
Eine Gesenkbohrmaschine, auch gestängelose Gesenkbohrmaschine genannt, ist eine im Bergbau verwendete Vortriebsmaschine, die dazu dient, Schächte durch Bohren vollmechanisch abzuteufen. Ihren Namen erhielt die Maschine dadurch, weil die ersten Einsatzversuche dieser Maschine in einem als Gesenk erstellten Blindschacht stattfanden.

## Geschichte
Bereits Anfang der 1970er Jahre plante man, die zur Auffahrung von Gesteinsstrecken eingesetzten Vollschnittmaschinen in modifizierter Form auch zum vollmechanischen Herstellen von Schächten zu verwenden. Im Jahr 1971 wurden mit einer Maschine der Firma Wirth Schächte und Blindschächte mit einem Durchmesser von 4,5 bis 5 Metern erstellt. Die ersten Gesenkbohrmaschinen wurden auf den Bergwerken Walsum, Grube Emil Mayrisch und Zollverein eingesetzt. Im Jahr 1977 wurde im Rahmen eines Forschungsvorhabens, welches vom Bundesminister für Forschung und Technologie gefördert wurde, die Technik des Blindschachtbohrens aus dem Vollen untersucht. Gegen Ende der 1970er Jahre wurden bereits erste Schächte mit einem Durchmesser von sieben Metern mit einer gestängelosen Gesenkbohrmaschine erstellt.

## Aufbau
Die Gesenkbohrmaschine besteht aus einem äußeren- und einem inneren Teil. Der äußere Teil wird auch Außenkelly genannt. Der Außenkelly ist der Maschinenrahmen, der an der Schachtwand verspannt wird. Der äußere Teil besteht aus der Verspanneinrichtung mit Schilden, mehreren Vorschubzylindern und Steuerzylindern. Der innere Teil wird auch Innenkelly genannt und ist verschiebbar. Der Innenkelly trägt den Bohrkopf und den Bohrkopfantrieb. Der Bohrkopf ist mit Schneidrollen besetzt. Er hat, je nach Maschinenmodell, einen Durchmesser von 4,5 bis 6,8 Metern. Es sind auch bereits Bohrköpfe mit einem Durchmesser von bis zu 8,5 Metern geplant. Der Bohrkopf wird mit einer niedrigen Drehzahl betrieben. Die Drehzahl liegt bei maximal 6,3 Umdrehungen pro Minute. Der Bohrkopf wird, je nach Maschinenausführung, von drei oder vier Elektromotoren angetrieben. Die Leistung jedes Motors liegt, je nach Maschinenausführung, bei 75 Kilowatt bis 110 Kilowatt. Die gesamte Anschlussleistung der Maschine liegt, je nach Maschinenmodell, zwischen 230 und 490 Kilowatt. Damit die Maschine beim Bohren auch in der Schachtachse bleibt, ist sie mit einem Laser ausgerüstet. Zur Montage des Schachtausbaus befindet sich oberhalb der Maschine eine Ausbaubühne mit Ausbauhilfe und ein Materialkran. Durch diesen Maschinenaufbau kann der Schacht gebohrt werden, ohne dass Totzeiten durch das Einfahren oder Ziehen des Bohrkopfes entstehen.

## Arbeitsweise der Maschine
Die Maschine kann auf zwei Arten eingesetzt werden, zum Bohren auf Vorbohrloch und zum Bohren aus dem Vollen. Beim Bohren auf Vorbohrloch wird zunächst ein Vorbohrloch mit einem Durchmesser von einem Meter erstellt. Dieses Vorbohrloch wird durch eine Raise-Bohrmaschine erstellt. Das Vorbohrloch wird bis zur Endteufe auf einen bereits Untertage erstellten Grubenbau gebohrt. Danach wird ein Montagevorschacht mit dem Bohrkopfdurchmesser der Maschine erstellt. Dieser Montageschacht muss mindestens zehn Meter tief sein. Anschließend wird das Vorbohrloch mit der Gesenkbohrmaschine auf den erforderlichen Schachtdurchmesser erweitert. Hierfür wird der Maschinenrahmen mittels der Spannschilde gegen das Gebirge verspannt. Anschließend wird der Bohrkopf gegen die Bohrlochsohle vorgeschoben. Dabei arbeitet der langsam rotierende Bohrkopf mit einem hohen Andruck gegen die Bohrlochsohle. Sobald der Bohrkopf einen Meter abgebohrt hat, wird der Bohrvorgang unterbrochen um die Maschine vorzuschieben. Anschließend werden die Spannschilde gelöst und die auf dem Bohrkopf ruhende Maschine um einen Meter im Schacht abgesenkt. Danach wird der Maschinenrahmen wieder verspannt und der Bohrvorgang beginnt von vorne. Das anfallende Bohrklein fällt durch das Vorbohrloch nach unten. Beim Bohren aus dem Vollen muss das anfallende Bohrklein hydraulisch abgefördert werden, hierfür ist eine zusätzliche Ausrüstung erforderlich. Die Maschine arbeitet sich kontinuierlich im Schacht in die Teufe. Dabei folgt die Maschine der durch einen Laserstrahl vorgegebenen Richtung. Oberhalb der Maschine wird der Schachtausbau eingebracht. Nachdem der Schacht fertig gebohrt ist, wird die Maschine wieder demontiert und abgefördert.

### Besonderheiten und Zusatzausrüstung beim Bohren aus dem Vollen
Beim Bohren aus dem Vollen befindet sich auf der Bohrlochsohle ein Trübebad. In dieser Bohrtrübe wird der Bohrkopf drehend bewegt. Das anfallende Bohrklein wird mittels einer hydraulischen Bohrgutaufnahme entfernt. Dafür befindet sich am Bohrkopf ein Rohrstutzen. Der Rohrstutzen rotiert zusammen mit dem Bohrkopf, über ihn wird die mit dem Bohrklein vermischte Bohrtrübe aus der Bohrlochsohle gesaugt. Dieses Gemisch wird über zwei hintereinandergeschaltete Kanalradpumpen abgepumpt. Die Pumpen befinden sich auf einer mitgeführten Bühne. Die abgepumpte Bohrtrübe wird in einer Wasserkläranlage, die mit einer Bergeentwässerungsanlage kombiniert ist, vom Bohrklein gesäubert und wieder in den Kreislauf gebracht. Diese Anlagen befinden sich auf der mitgeführten Bühne. Wahlweise können diese Anlagen auch auf der oberen Sohle aufgestellt werden. Die in der Wasseraufbereitung abgetrennten Feststoffe werden abgefördert.

## Einsatz
Die Maschine kann in standfestem Gebirge eingesetzt werden. Die Maschine kann zum Teufen von Schächten bis zu einer Teufe von über 460 Metern eingesetzt werden. Bei kleineren Gesenkbohrmaschinen können Teufen von bis zu 250 Metern erstellt werden. Es können Schachtdurchmesser von bis zu 8,5 Metern erstellt werden. Allerdings ist der Einsatz der Maschine auf Sonderfälle beschränkt. Mit Gesenkbohrmaschinen werden durchschnittlich zehn Meter Schacht pro Tag erstellt. Dabei können Spitzenwerte von bis zu 20 Metern pro Tag erzielt werden. Der Schachtsumpf wird in der Regel, am Ende der Bohrarbeiten, konventionell abgeteuft.